# كنيست

النظام السياسي لإسرائيل

الكنيست (بالعبرية: הַכְּנֶסֶת‏) هو مجلس تشريعي وطني بغرفة واحدة لإسرائيل. بصفته السلطة التشريعية للحكومة الإسرائيلية، يقوم الكنيست بتمرير جميع القوانين، وينتخب الرئيس ورئيس الوزراء (على الرغم من أن الأخير يتم تعيينه رسميًا من قبل الرئيس)، ويوافق على مجلس الوزراء، ويشرف على عمل الحكومة. بالإضافة إلى ذلك، ينتخب الكنيست مراقب الدولة. كما تتمتع بسلطة رفع الحصانة عن أعضائها، وإقالة الرئيس ومراقب الدولة من مناصبهم، وحل الحكومة في تصويت بناء بحجب الثقة، وحل نفسها والدعوة إلى انتخابات جديدة. كما يجوز لرئيس الوزراء حل الكنيست. ومع ذلك، حتى يتم الانتهاء من الانتخابات، يحتفظ الكنيست بالسلطة في تشكيلته الحالية. الكنيست تقع في تلة الشيخ بدر في القدس الغربية. تم انتخاب آخر كنيست في 23 مارس 2021.

## التسمية
أطلق على البرلمان الإسرائيلي اسم «الكنيست» نسبة إلى اسم مجلس الحاخامين الوارد في الميشناه: «قبل موسى التوراة من سيناء وسلمها ليشوع، ويشوع للشيوخ، والشيوخ للأنبياء، والأنبياء سلموها لرجال الكنيست الكبير (=المجمع الكبير).» (أول جملة في الميشناه).
نظام السلطة الإسرائيلية هو نظام برلماني متعدد الأحزاب. لذلك تتم الانتخابات العامة للكنيست فقط، حيث ينتخب أعضاء الكنيست رئيسا للحكومة من بينهم ويقرون تعيين جميع الوزراء.
من حق كل إسرائيلي بلغ عمره 21 عاما أن يرشح نفسه للكنيست من خلال الانضمام إلى حزب مسجل أو تسجيل حزب جديد. ومن حق لجنة الانتخابات العامة أن تمنع أي مواطن أو حزب من دخول مسابقة الانتخابات إذا كان يعارض تعريف دولة إسرائيل كدولة يهودية وديمقراطية. قرارات اللجنة من هذا النوع خاضعة لإقرارها من قبل المحكمة العليا.
حسب القانون الإسرائيلي تنعقد الانتخابات للكنيست في الخريف بعد مرور أربع سنوات من الانتخابات السابقة، ولكن يمكن للكنيست حل نفسه وإعلان انتخابات مبكرة بقرار يدعمه 61 من أعضائه، وكثيرا ما تستعمل هذه الإمكانية. إذا وقعت حالة طوارئ يمكن تأجيل الانتخابات بقرار خاص يدعمه 80 عضوا. حتى اليوم تأجلت الانتخابات مرة واحدة في 1973، إثر حرب أكتوبر، حيث انعقدت بعد ثلاثة أسابيع من موعدها الأصلي.
كما قد تم تخطيط الخطوط العامة لتنظيم عمل الكنيست في القانون أساسي: الكنيست، والذي ينص على التعليمات عن كل من طريقة تركيب الكنيست، عن رقم مقاعدها، عن انتخاب رئيسا له وعن لجانها. كذلك ينص على أن عمل الكنيست يخضع لثلاثة عناصر : القوانين / نظام الكنيست الداخلي، والذي ينص على الأنظمة حول الإدارة الجارية لعمل الكنيست، و«العادة في الإجراءات المعمول بها» في الكنيست، في حالة عدم الاهتمام بموضوع ما في القوانين أو في نظام الكنيست الداخلي وكان أول من تولى رئاسة الكنيست هو يوسف شبرينتساك.
وصف عدد من المنظمات الحقوقية الإسرائيلية التركيبة الحالية للكنيست الإسرائيلي بأنها الأكثر يمينية وتطرفًا من حيث القوانين التي تم تشريعها، أو مشروعات القوانين التي قدمت للكنيست. وعددت هذه المنظمات في بيان لها لقوانين مثل مشروع قانون الولاء والانتماء الذي يهدف إلى سحب الجنسية ممن لا يصنفون كمخلصين للدولة، وحجب التمويل عن المنظمات التي تتهم بالتآمر على الدولة وإلحاق الضرر بها. وسحب الامتيازات عن النائبة العربية حنين الزعبي لمشاركتها في أسطول الحرية.

## التاريخ
انعقد الكنيست لأول مرة في 14 فبراير 1949، بعد انتخابات 20 يناير، ليحل محل مجلس الدولة المؤقت الذي كان بمثابة الهيئة التشريعية الرسمية لإسرائيل منذ تاريخ استقلالها في 14 مايو 1948 وخلف مجلس النواب الذي كان بمثابة المجتمع اليهودي. هيئة تمثيلية في عهد الانتداب.
يقع مجمع الكنيست على قمة تل في القدس الغربية في منطقة تعرف باسم الشيخ بدر قبل الحرب العربية الإسرائيلية عام 1948، وهي الآن جفعات رام. تم تمويل المبنى الرئيسي من قبل جيمس دي روتشيلد كهدية لدولة إسرائيل في وصيته وتم الانتهاء منه في عام 1966. وقد بني على أرض مستأجرة من بطريركية القدس للروم الأرثوذكس. على مر السنين، تم إنشاء إضافات كبيرة للهيكل، ومع ذلك، فقد تم بناؤها على مستويات أسفل وخلف الهيكل الرئيسي لعام 1966 حتى لا ينتقص من مظهر مبنى التجميع الأصلي.
قبل بناء منزلها الدائم، اجتمع الكنيست في مبنى الوكالة اليهودية في القدس، ومبنى سينما كيسم في تل أبيب ومبنى فرومين في القدس.

## الحجم
يبلغ عدد أعضاء الكنيست 120 عضوا، بعد حجم الكنيست الكبير. غالبًا ما كان موضوع عضوية الكنيست سببًا للإصلاحات المقترحة. في عام 1996، دعم وزير العدل آنذاك يوسي بيلين المؤسسة الفاشلة لما يسمى «القانون النرويجي»، والذي يتطلب من أعضاء مجلس الوزراء المعينين الاستقالة من مقاعدهم في الكنيست والسماح لأعضاء أحزابهم الآخرين بأخذ مقاعدهم في المناصب أثناء خدمتهم في مجلس الوزراء؛ كان من الممكن أن يؤدي ذلك إلى حضور أعضاء أكثر نشاطًا في الهيئة التشريعية في الجلسات العادية واجتماعات اللجان. هذا القانون المقترح حظي أيضًا بتأييد سياسيين آخرين، بمن فيهم بنيامين نتنياهو.

## الانتخابات
يتم انتخاب أعضاء الكنيست البالغ عددهم 120 من دائرة انتخابية واحدة على مستوى الدولة إلى فترات متزامنة مدتها أربع سنوات، رهنا بدعوات لإجراء انتخابات مبكرة (وهي شائعة جدا). يحق لجميع المواطنين الإسرائيليين الذين يبلغون من العمر 18 عامًا أو أكثر التصويت في الانتخابات التشريعية، والتي تُجرى بالاقتراع السري.
يتم تخصيص مقاعد الكنيست بين الأحزاب المختلفة باستخدام طريقة هوندت للتمثيل النسبي لقائمة الأحزاب. يجب أن يجتاز الحزب أو التحالف العتبة الانتخابية البالغة 3.25% من إجمالي الأصوات ليتم تخصيص مقعد للكنيست. تختار الأحزاب مرشحيها باستخدام قائمة مغلقة. وبالتالي، يختار الناخبون الحزب الذي يختارونه، وليس أي مرشح معين.
تم تحديد العتبة الانتخابية سابقًا عند 1% من 1949 إلى 1992، ثم 1.5% من 1992 إلى 2003، ثم 2% حتى آذار (مارس) 2014 عندما تم تجاوز النسبة الحالية البالغة 3.25% (سارية مع انتخابات الكنيست العشرين).
نتيجةً لانخفاض العتبة، يوجد في الكنيست 10 كتل أو أكثر. مع وجود أحزاب كثيرة، يكاد يكون من المستحيل على حزب أو فصيل واحد أن يحكم بمفرده، ناهيك عن الفوز بأغلبية. لم يسبق أن فاز أي حزب أو فصيل بالمقاعد الـ 61 اللازمة للأغلبية؛ أقرب المقاعد هي 56 مقعدًا فاز بها التحالف في انتخابات عام 1969 (كان التحالف قد احتل لفترة وجيزة 63 مقعدًا في انتخابات عام 1969 بعد تشكيله قبل ذلك بوقت قصير من خلال اندماج العديد من الأحزاب، وهي المناسبة الوحيدة التي كان فيها أي حزب أو فصيل حصل على الأغلبية). كانت كل حكومة إسرائيلية ائتلافا من حزبين أو أكثر.
بعد الانتخابات، يلتقي الرئيس مع قادة كل حزب فاز بمقاعد في الكنيست ويطلب منهم اقتراح أي زعيم حزبي يجب أن يشكل الحكومة. يقوم الرئيس بعد ذلك بتعيين زعيم الحزب الذي من المرجح أن يحصل على دعم الأغلبية في الكنيست (على الرغم من أنه ليس بالضرورة زعيم أكبر حزب / فصيل في المجلس). أمام رئيس الوزراء المكلف 42 يومًا لتشكيل ائتلاف قابل للحياة (يمكن منح التمديدات وغالبًا ما يتم ذلك)، وبعد ذلك يجب أن يفوز في تصويت بالثقة في الكنيست قبل تولي منصبه.

## التكوين الحالي
الجدول أدناه يوضح الكتل البرلمانية الممثلة في الكنيست الثالثة والعشرين.
| الاسم                | الأيدولوجيا                               | الرمز | الديموغرافية الأساسية                                    | الزعيم                  | نتائج 2020  | نتائج 2020 | نتائج ديسمبر 2020 |
| الاسم                | الأيدولوجيا                               | الرمز | الديموغرافية الأساسية                                    | الزعيم                  | الأصوات (%) | المقاعد    | نتائج ديسمبر 2020 |
| -------------------- | ----------------------------------------- | ----- | -------------------------------------------------------- | ----------------------- | ----------- | ---------- | ----------------- |
| ليكود                | National conservatism National liberalism | מחל   | –                                                        | بنيامين نتانياهو        | 29.46%      | 36 / 120   | 36 / 120          |
| Yesh Atid-Telem      | ليبرالية علمانية                          | פה    | –                                                        | يائير لبيد، موشيه يعلون | 26.59%      | 16 / 120   | 17 / 120          |
| أزرق أبيض            | ليبرالية اجتماعية                         | פה    | –                                                        | بيني غانتس              | 26.59%      | 15 / 120   | 14 / 120          |
| Derekh Eretz         | محافظة ليبرالية                           | פה    | –                                                        | Yoaz Hendel، تسفي هوزر  | 26.59%      | 2 / 120    | 2 / 120           |
| القائمة المشتركة     | خيمة كبيرة (سياسة)                        | ודעם  | عرب 48                                                   | أيمن عودة               | 12.67%      | 15 / 120   | 15 / 120          |
| شاس                  | سياسة محافظة شعبوية                       | שס    | يهود سفارديون and يهود مزراحيون يهودية حريدية            | أرييه درعي              | 7.69%       | 9 / 120    | 9 / 120           |
| يهدوت هتوراة         | سياسة محافظة                              | ג     | يهود أشكناز يهودية حريدية                                | يعكوف ليتزمان           | 5.98%       | 7 / 120    | 7 / 120           |
| حزب العمل الإسرائيلي | ديمقراطية اجتماعية                        | אמת   | –                                                        | عمير بيرتز              | 5.83%       | 3 / 120    | 3 / 120           |
| حزب ميرتس            | ديمقراطية اجتماعية علمانية                | אמת   | –                                                        | Nitzan Horowitz         | 5.83%       | 3 / 120    | 3 / 120           |
| حزب الجسر (2019)     | ليبرالية اجتماعية                         | אמת   | –                                                        | اورلي ليفي              | 5.83%       | 1 / 120    | 1 / 120           |
| حزب إسرائيل بيتنا    | قومية علمانية                             | ל     | هجرة اليهود من الاتحاد السوفيتي في تسعينات القرن العشرين | أفيغادور ليبرمان        | 5.74%       | 7 / 120    | 7 / 120           |
| Yamina               | ليبرالية اقتصادية                         | טב    | –                                                        | نفتالي بنت              | 5.24%       | 5 / 120    | 5 / 120           |
| حزب البيت اليهودي    | صهيونية دينية                             | טב    | يهودية أرثوذكسية حديثة                                   | Rafi Peretz             | 5.24%       | 1 / 120    | 1 / 120           |

## السياحة
ينظم الكنيست جولات صباحية باللغات العبرية والعربية والإنجليزية والفرنسية والإسبانية والألمانية والروسية يومي الأحد والخميس، وهناك أيضًا أوقات مشاهدة حية للجلسات في أيام الإثنين والثلاثاء والأربعاء.

## الأمن
الكنيست محمية من قبل حرس الكنيست، وحدة الأمن الوقائية المسؤولة عن أمن مبنى الكنيست وأعضاء الكنيست. يتمركز الحراس خارج المبنى لتوفير الحماية المسلحة، ويتمركز المرشدون بالداخل للحفاظ على النظام. يلعب حرس الكنيست أيضًا دورًا احتفاليًا، حيث يشارك في احتفالات الدولة، والتي تشمل تحية كبار الشخصيات على جبل هرتسل عشية يوم الاستقلال الإسرائيلي.

## استطلاعات الرأي
أظهر استطلاع أجراه معهد الديمقراطية الإسرائيلي في أبريل ومايو 2014 أنه في حين أن غالبية اليهود والعرب في إسرائيل فخورون بكونهم مواطنين في البلاد، فإن كلا المجموعتين تشتركان في عدم الثقة في حكومة إسرائيل، بما في ذلك الكنيست. قال ما يقرب من ثلاثة أرباع الإسرائيليين الذين شملهم الاستطلاع إن الفساد في القيادة السياسية الإسرائيلية إما «واسع الانتشار أو منتشر إلى حد ما». غالبية العرب واليهود يثقون في الجيش الإسرائيلي، ورئيس إسرائيل، والمحكمة العليا في إسرائيل، لكن اليهود والعرب أفادوا بمستويات مماثلة من عدم الثقة، حيث ادعى أكثر من ثلث كل مجموعة بالثقة في الكنيست.

## وصلات خارجية
- موقع الكنيست الرسمي باللغة العربية